# Język kao
Język kao (a. ka’u, kau) – język zachodniopapuaski używany na wyspie Halmahera w archipelagu Moluków, w rejonie zatoki Kao w pobliżu ujścia rzeki Kao. Należy do grupy języków północnohalmaherskich.
Jego użytkownicy zamieszkują wieś o tej samej nazwie. Jest krytycznie zagrożony wymarciem. Społeczność etniczna Kao liczy 1164 osób (czyli 80% ludności wsi Kao), lecz jedynie 36 osób ma jakąkolwiek znajomość tego języka (2014). Preferowanym narzędziem komunikacji w większości sfer życia jest lokalny malajski, który dominuje nie tylko w administracji i edukacji, ale także w sferze domowej i w uroczystościach tradycyjnych. W sferze religijnej, oświacie i środkach masowego przekazu istotną rolę odgrywa język indonezyjski. Lokalny malajski i indonezyjski to także środki komunikacji w interakcjach międzygrupowych i ponadregionalnych.
W publikacji Identifikasi Bahasa & Kebudayaan Etnik Minoritas Kao (2014) odnotowano, że językiem kao posługują się osoby w wieku 40 lat i starsze, przy czym odmiany, których używają osoby w wieku 40–49 lat, wykazują znaczne wpływy języka malajskiego (w zakresie struktury gramatycznej i słownictwa). Wśród najstarszej grupy wiekowej (50 lat i wyżej) zaobserwowano silną wielojęzyczność (poza kao znane są przynajmniej trzy inne języki: ternate, malajski wyspy Ternate i indonezyjski), natomiast osoby najmłodsze zwykle władają jedynie lokalnym malajskim i indonezyjskim.
Zmiany typologiczne w języku kao dotyczą struktury zdaniowej i cech morfologii. W dzisiejszym języku kao występuje szyk zdania SVO, który wykształcił się zapewne pod wpływem malajskiego (dla rodziny charakterystyczny jest bowiem szyk SOV). Odnotowano także rzadsze użycie systemu orientacji przestrzennej (wyrazów określających kierunek) i afiksów czasownikowych wskazujących na dopełnienie. W leksyce kao zidentyfikowano zapożyczenia z malajskiego/indonezyjskiego, ternate i portugalskiego. W społeczności powszechne jest przełączanie i mieszanie kodów (code switching i code mixing).
Do wzrostu użycia odmian malajskiego i zaniku kao przyczyniły się interakcje z innymi grupami etnicznymi oraz małżeństwa mieszane. O ile społeczność ma pozytywny stosunek do rodzimego języka, to posługiwanie się nim nie uchodzi za istotny wyznacznik tożsamości Kao. Dużo większą wagę przykłada się do miejsca zamieszkania, religii i przestrzegania zwyczajów Kao. Na tle pobliskich (protestanckich) miejscowości wieś Kao wyróżnia się przywiązaniem do islamu.
Określenie „Towiliko”, czasem nieściśle utożsamiane z „Kao”, odnosi się do sąsiedniej grupy etnicznej i ich języka (również w zaniku); niekiedy pod to pojęcie włącza się Kao Islam. W publikacji Atlas bahasa tanah Maluku (1996) nazwy „kao” i „toiliko” potraktowano jako synonimiczne. Nazwa „Kao” jest niejednoznaczna; określa bowiem nie tylko społeczność i wieś Kao, lecz także większy obszar administracyjny (kecamatan Kao), a w najszerszym rozumieniu – zróżnicowany etnicznie (i językowo) region Halmahery, obejmujący kecamatany Kao, Kao Barat, Kao Utara i Malifut. Poza Towiliko i Kao Islam w obrębie regionu Kao zamieszkują też ludy Pagu, Modole i Tobelo Boeng.
Autorzy bazy danych Ethnologue (wyd. 17) umieścili go w grupie języków sahu, zaznaczając jednocześnie, że może być marginalnym dialektem języka pagu. Taką też informację podano w publikacji Atlas bahasa tanah Maluku. Publikacja Glottolog (4.6) łączy go bliżej z językiem pagu (aniżeli sahu), umieszczając oba języki w grupie paguickiej (Paguic). Według S.G. Wimbish (1991) podział na pagu i kao odpowiada różnicom religijnym, a z perspektywy kryterium wzajemnej zrozumiałości kao jest dialektem pagu. Podobnie U. Muslim (2011) uważa kao i pagu za odmiany tego samego języka, rozróżniane na podstawie czynników etnicznych i religijnych.
Nie wykształcił tradycji piśmienniczej. Starania na rzecz dokumentacji języka kao i miejscowej kultury podjęli badacze związani z Indonezyjskim Instytutem Nauk.